# Romany (województwo warmińsko-mazurskie)
Romany (niem. Rohmanen) – wieś w Polsce położona w województwie warmińsko-mazurskim, w powiecie szczycieńskim, w gminie Szczytno.
W latach 1975–1998 miejscowość położona była w województwie olsztyńskim.

## Opis wsi
Miejscowość leży przy drodze wojewódzkiej nr 600, w odległości ok. 2 km od granic miasta Szczytna. Wieś jest siedzibą jednostki OSP. Wieś o charakterze owalnicy z murowanymi budynkami w większości pochodzącymi z początku XX w. W centrum wsi znajduje się szkoła. Za wsią znajduje się cmentarz wojenny z okresu pierwszej wojny światowej, z mogiłami 19 żołnierzy armii rosyjskiej i jednym armii niemieckiej.

## Historia
Wieś lokowana w XIV w. W XVIII i XIX w. obok rolnictwa miejscowa ludność trudniła się także wypalaniem wapna, w które obfitowały okoliczne wzgórza.
W 2005 r. zebrano pieniądze na rekultywację stawu znajdującego się w centrum wsi. Staw oczyszczono, odmulono, zrekultywowano także brzegi. Staw zarybiono. Obecnie jest miejscem wypoczynku mieszkańców. Powierzchnia zbiornika to ok. 1,12 ha, pojemność ok. 11,2 tys. m². W 2005 r. podobnie jak we wszystkich większych wsiach gminy Szczytno został wybudowany chodnik na całej długości drogi.